# Coquilles Saint-Jacques à l'albariño
Les coquilles Saint-Jacques à l'albariño (Vieiras al albariño) sont un mets typique de la Galice. 

## Historique
C'est l'une des entrées confectionnées spécialement pour les fêtes de la saint Valentin. Elle utilise deux produits emblématique de la Galice, la coquille Saint-Jacques qui, fixée à la pèlerine ou au chapeau des jacquets, portait témoignage de leur voyage à Compostelle et l'albariño, variété de cépage blanc de la région Rías Baixas qui est utilisée pour faire un vin blanc de très bonne qualité le Rias Baixas (DO). 

## Ingrédients
Ce mets nécessite dans sa préparation, outre les coquilles Saint-Jacques et le vin blanc albariño, du jambon de pays coupé en dés, des petits oignons, du sel, de l'huile d'olive et facultativement de la chapelure, de la crème fraîche et du poivre blanc.

## Préparation
Sa réalisation se fait dans une poêle dans laquelle successivement sont mis à dorer dans l'huile d'olive les noix de Saint-Jacques puis les petits oignons finement hachés. Il est ensuite fait un roux avec un peu de farine dans la poêle dégraissée largement au vin blanc. Quand le roux est devenu assez épais, on y incorpore les dés de jambon, la crème et l'assaisonnement.
Les noix, dans leurs coquilles et recouvertes de sauce, sont saupoudrées de chapelure et mises à gratiner.